# 福氏鼠鱚
福氏鼠鱚為輻鰭魚綱鼠鱚目鼠鱚科的其中一種，分布於西南太平洋的紐西蘭及新喀里多尼亞海域，棲息深度104-1233公尺，本魚背部褐色，腹部粉紅色或橘色; 鰭有在邊緣有灰白色區塊對比的深灰色區塊，下唇嘴部具有延長分叉的乳突，背鰭軟條10-11枚;臀鰭軟條7-8枚;脊椎骨64-66個，體長可達48.6公分。棲息於砂質底部海域，夜行性，喜埋藏在沙中，吃底棲性與穴居無脊椎動物。

## 扩展阅读
維基物種上的相關：長體鼠鱚